# 多様
| ウィキペディアには「多様」という見出しの百科事典記事はありません（タイトルに「多様」を含むページの一覧/「多様」で始まるページの一覧）。 代わりにウィクショナリーのページ「多様」が役に立つかもしれません。 |